# Liste der Biografien/Kut
Liste der Biografien |
Portal Biografien |
Personensuche
# |
A |
B |
C |
D |
E |
F |
G |
H |
I |
J |
K |
L |
M |
N |
O |
P |
Q |
R |
S |
T |
U |
V |
W |
X |
Y |
Z |
?
 
Ka |
Kb |
Kc |
Kd |
Ke |
Kf |
Kg |
Kh |
Ki |
Kj |
Kl |
Km |
Kn |
Ko |
Kp |
Kr |
Ks |
Kt |
Ku |
Kv |
Kw |
Ky |
Kx |
Kz
 
Kua |
Kub |
Kuc |
Kud |
Kue |
Kuf |
Kug |
Kuh |
Kui |
Kuj |
Kuk |
Kul |
Kum |
Kun |
Kuo |
Kup |
Kuq |
Kur |
Kus |
Kut |
Kuu |
Kuv |
Kuw |
Kux |
Kuy |
Kuz
Die Liste der Biografien führt alle Personen auf, die in der deutschsprachigen Wikipedia einen Artikel haben. Dieses ist eine Teilliste mit 365 Einträgen von Personen, deren Namen mit den Buchstaben „Kut“ beginnt.

## Kut
- Kut, Aldona (* 1976), polnische Malerin, Modedesignerin und Bühnenbildnerin
- Kut, Burak (* 1973), türkischer Sänger
- Kut, Halil (1882–1957), osmanischer Gouverneur und Befehlshaber im Ersten Weltkrieg

### Kuta
- Kuta, Krystyna (* 1967), polnische Marathonläuferin
- Kutachow, Pawel Stepanowitsch (1914–1984), sowjetischer Offizier
- Kutafin, Oleg Jemeljanowitsch (1937–2008), russischer Jurist
- Kütahya, Cemal (1990–2023), türkischer Handball- und Beachhandballspieler
- Kutaifat († 1131), Herrscher von Ägypten (1130–1131)
- Kutaizewa, Jekaterina Iwanowna (1914–2011), sowjetisch-russische Metallkundlerin
- Kuťák, Jaroslav (* 1956), tschechischer Schriftsteller und Übersetzer
- Kutako, Hosea (1870–1970), Häuptling der in Namibia lebenden Herero
- Kutan, Recai (* 1930), türkischer Politiker, Vorsitzender der Partei der Glückseligkeit (SP)
- Kutaragi, Ken (* 1950), japanischer ManagerKen Kutaragi (* 1950)

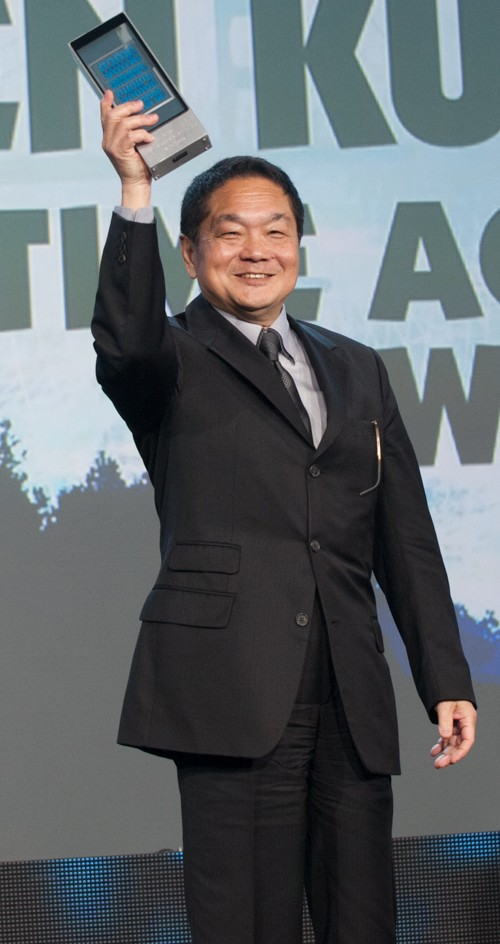
Ken Kutaragi (* 1950)

- Kutas, Marta (* 1949), ungarische Kognitionswissenschaftlerin
- Kutas, Saulius Aloyzas Bernardas (* 1935), litauischer Politiker
- Kutasi, György (1910–1977), ungarischer Wasserballspieler
- Kutateladse, Samson Semjonowitsch (1914–1986), russischer Physiker und Hochschullehrer
- Kutavičius, Bronius (1932–2021), sowjetischer bzw. litauischer Komponist und Professor
- Kutavičius, Tomas (* 1964), litauischer Jazzmusiker und Komponist
- Kutay, Cemal (1909–2006), türkischer Schriftsteller und Historiker
- Kutay, Ulrike (* 1966), deutsche Biochemikerin und Hochschullehrerin

### Kutb
- Kütbach, Hans-Jürgen (* 1959), deutscher Sportfunktionär
- Kutbay, Mel (1927–2014), türkischer Geräuschemacher beim Film
- Kutberg, Henrik (* 1992), estnischer Hochspringer

### Kutc
- Kutchan, Toni M. (* 1957), Biochemikerin
- Kutcher, Ashton (* 1978), US-amerikanischer Schauspieler, Moderator und UnternehmerAshton Kutcher (* 1978)

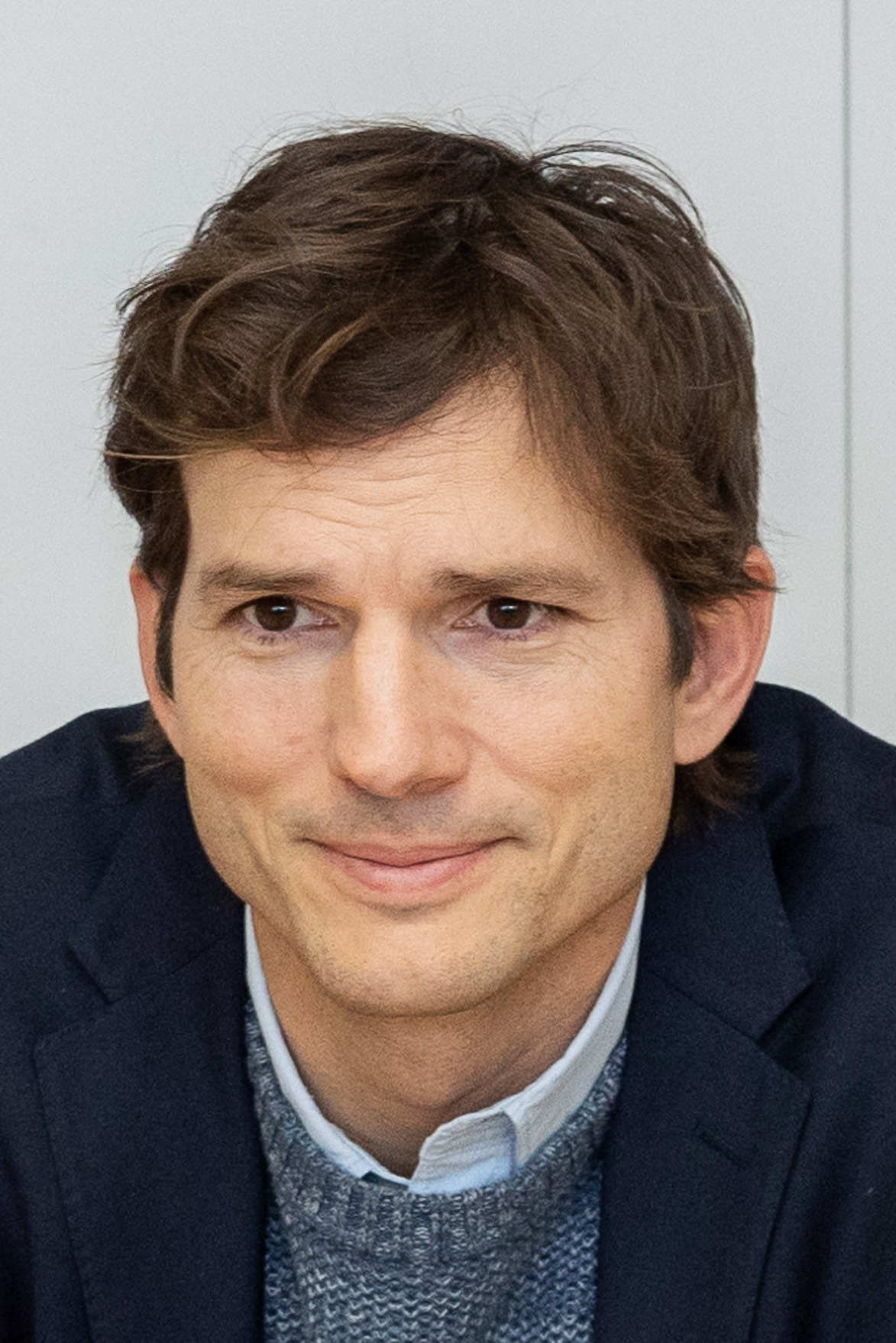
Ashton Kutcher (* 1978)

- Kutcher, John F. (* 1965), US-amerikanischer Informatiker und Spieleentwickler

### Kute
- Kuteikin, Andrei Wassiljewitsch (* 1984), russischer Eishockeyspieler
- Kutej, Anton (1909–1941), österreichischer katholischer Priester, NS-Opfer
- Kutemann, Peter (* 1947), niederländischer Rennfahrer
- Kütemeier, Klaus (1939–2013), deutscher Bildhauer
- Kütemeyer, Fritz (1912–1989), deutscher Sportfunktionär, Präsident des Deutschen Tennis Bundes
- Kütemeyer, Günter (1928–2022), deutscher Schauspieler und Synchronsprecher
- Kütemeyer, Hans Georg (1895–1928), deutscher Kaufmann und SA-Angehöriger
- Kutenko, Jurij (1932–2003), sowjetisch-ukrainischer Zehnkämpfer
- Kutepow, Alexander Pawlowitsch (1882–1930), russischer General während des russischen BürgerkriegsAlexander Pawlowitsch Kutepow (1882–1930)

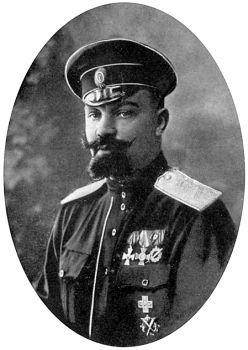
Alexander Pawlowitsch Kutepow (1882–1930)

- Kutepow, Ilja Olegowitsch (* 1993), russischer Fußballspieler
- Küter, Charlotte (1900–1983), deutsche Schauspielerin
- Küter, Friedrich (1879–1945), deutscher Politiker
- Kuter, Laurence S. (1905–1979), US-amerikanischer Offizier, General der US Air Force
- Kuter, Leo K. (1897–1970), US-amerikanischer Filmarchitekt
- Küter, Richard (1877–1949), deutscher sozialistischer Politiker
- Kutermak, Daniel (* 1959), französischer Fußballspieler
- Kutesa, Dereck (* 1997), schweizerisch-angolanischer Fußballspieler
- Kutesa, Sam (* 1949), ugandischer Politiker
- Kutew, Filip (1903–1982), bulgarischer Komponist und Dirigent

### Kuth
- Kuth, Sten (* 1969), deutscher Choreograph, Chansonnier, Entertainer und Tanzdozent
- Kuthan, Richard (1891–1958), österreichischer Fußballspieler
- Küthe, Conrad (1773–1829), deutscher Bürgermeister und Politiker
- Küthe, Erich (1940–2003), deutscher Fachbuchautor
- Küthe, Horst (1927–2018), deutscher Architekt und Hochschullehrer
- Küthe, Karl (1880–1952), deutscher Ministerialbeamter und Generalstabsintendant
- Küther, Kurt (1929–2012), deutscher Schriftsteller
- Küther, Waldemar (1911–1985), deutscher evangelischer Pfarrer, Geschichtsforscher und Autor
- Küthmann, Carl (1885–1968), deutscher Ägyptologe und Museumsleiter
- Küthmann, Harald (1922–2013), deutscher Numismatiker
- Küthmann, Hedwig (* 1892), deutsche Klassische Archäologin
- Kuthner, mittelalterlicher Buchmaler
- Kuthning, Eberhard (1923–2013), deutscher Richter

### Kuti
- Kuti, Fela (1938–1997), nigerianischer Saxophonist und BandleaderFela Kuti (1938–1997)

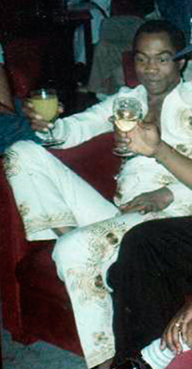
Fela Kuti (1938–1997)

- Kuti, Femi (* 1962), nigerianischer Musiker
- Kuti, Sándor (1908–1945), ungarischer Komponist
- Kuti, Seun (* 1983), nigerianischer Sänger, Saxophonist und BandleaderSeun Kuti (* 1983)

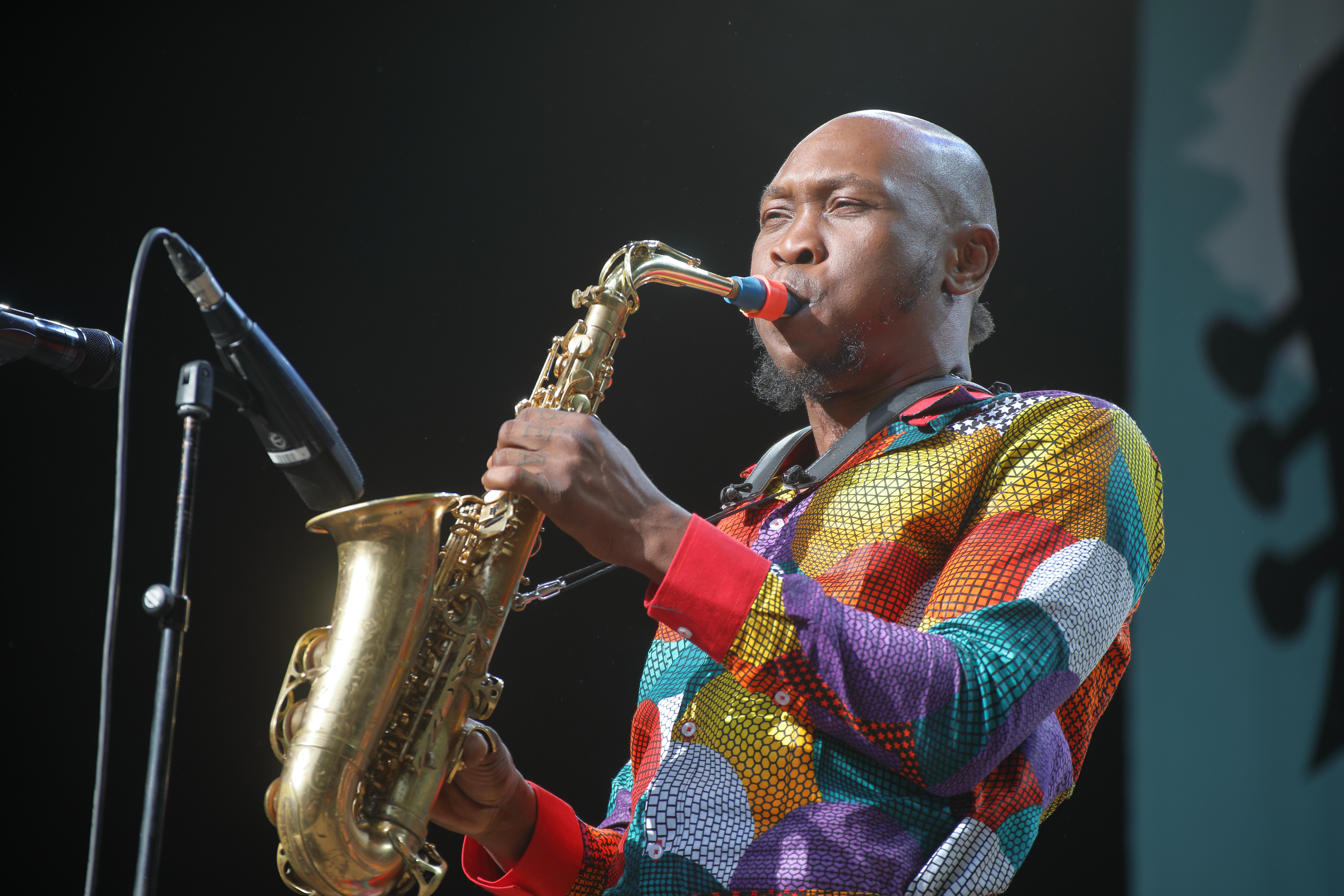
Seun Kuti (* 1983)

- Kuti-Kis, Rita (* 1978), ungarische Tennisspielerin
- Kutigi, Idris Legbo (1939–2018), nigerianischer Jurist und Oberster Richter
- Kutiman (* 1981), israelischer Musiker, Komponist und Produzent
- Kutin, Boris (* 1947), slowenischer Schachspieler und -funktionär
- Kutin, Helmut (1941–2024), österreichischer Präsident der Organisation SOS-Kinderdorf
- Küting, Karlheinz (1944–2014), deutscher Betriebswirt und Hochschullehrer
- Kutir-Nahhunte I., elamitischer Herrscher
- Kutir-Nahhunte III., elamitischer König
- Kutir-Nahhunte IV. († 692 v. Chr.), elamitischer König
- Kutisker, Iwan (1873–1927), litauischer Kaufmann
- Kutiwadse, Sergei (1944–2017), sowjetisch-georgischer Fußballspieler und -trainer
- Kutizki, Alexander Olegowitsch (* 2002), russischer Fußballspieler

### Kutj
- Kutjakowa, Natalja Igorewna (* 1986), russische Leichtathletin

### Kutk
- Kuťková, Jana (* 1951), slowakische Handballspielerin und -trainerin

### Kutl
- Kutlák, Zdeněk (* 1980), tschechischer Eishockeyspieler
- Kutleša, Dražen (* 1968), kroatischer römisch-katholischer Geistlicher, Erzbischof von Zagreb
- Kutlijarow, Wadim Wladimirowitsch (* 1989), russischer Sommerbiathlet
- Kutlíková, Tatiana (* 1972), slowakische Skilangläuferin und Biathletin
- Kutlu, Berkan (* 1998), schweizerisch-türkischer FussballspielerBerkan Kutlu (* 1998)

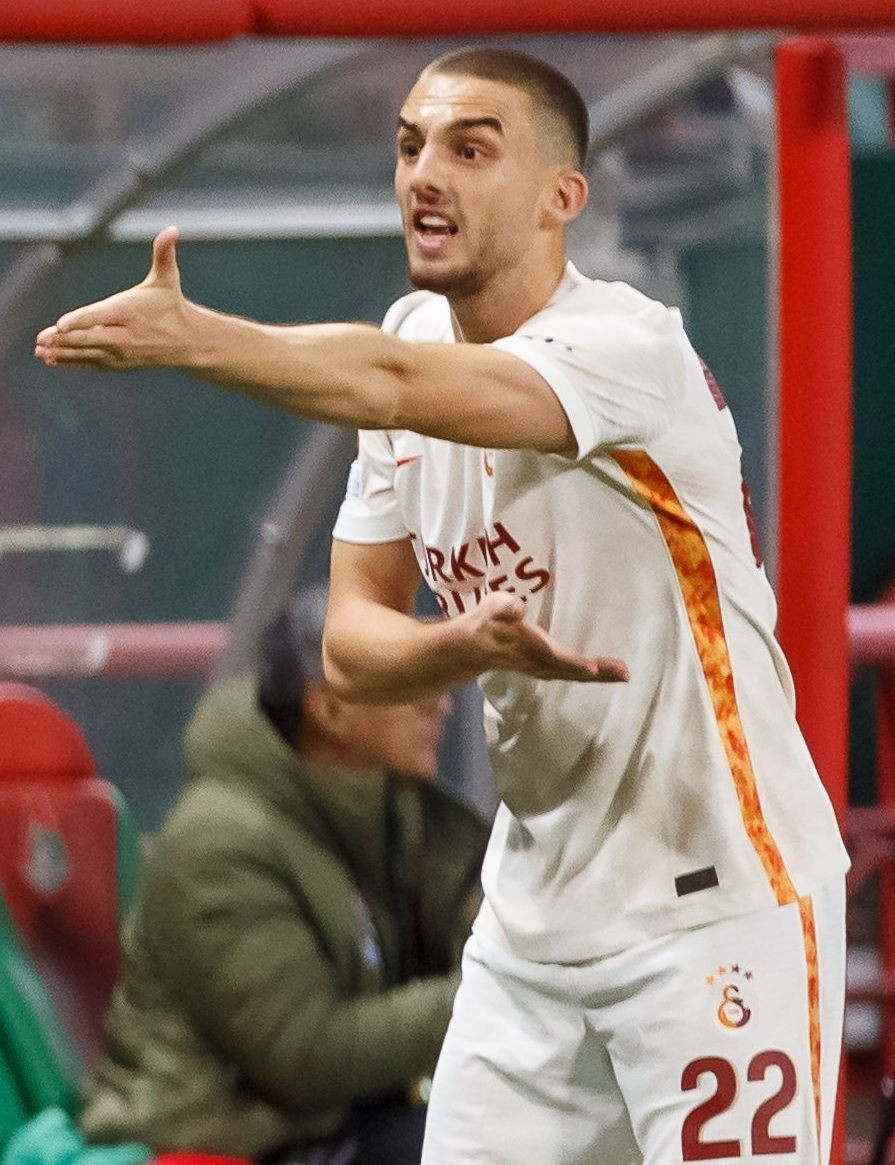
Berkan Kutlu (* 1998)

- Kutlu, Hakan (* 1972), türkischer Fußballspieler und -trainer
- Kutlu, Önder (* 1979), deutscher Basketballspieler
- Kutlu, Su (* 1991), türkische Schauspielerin
- Kutluay, İbrahim (* 1974), türkischer Basketballspieler und -manager
- Kutlubey, Sera (* 1997), türkische Schauspielerin
- Kutlucan, Hussi (* 1962), deutscher Autorenfilmer, Schauspieler und Punkrocker
- Kutlvašr, Karel (1895–1961), tschechoslowakischer General und Widerstandskämpfer

### Kutn
- Kutnar, František (1903–1983), tschechischer Historiker
- Kutnar, Klavdija (* 1980), slowenische Mathematikerin und Hochschulrektorin
- Kütner, Karl August (1748–1800), deutscher Altphilologe
- Kutner, Robert (1867–1913), deutscher Urologe und Publizist

### Kuto
- Kuto, Julius (* 1984), kenianischer Marathonläufer
- Kutoğlu, Atıl (* 1968), türkischer Modedesigner
- Kutol, Ruth (* 1973), kenianische Langstreckenläuferin
- Kutowoi, Maxim Alexandrowitsch (* 2001), russischer Fußballspieler
- Kutowski, Günter (* 1965), deutscher FußballspielerGünter Kutowski (* 1965)

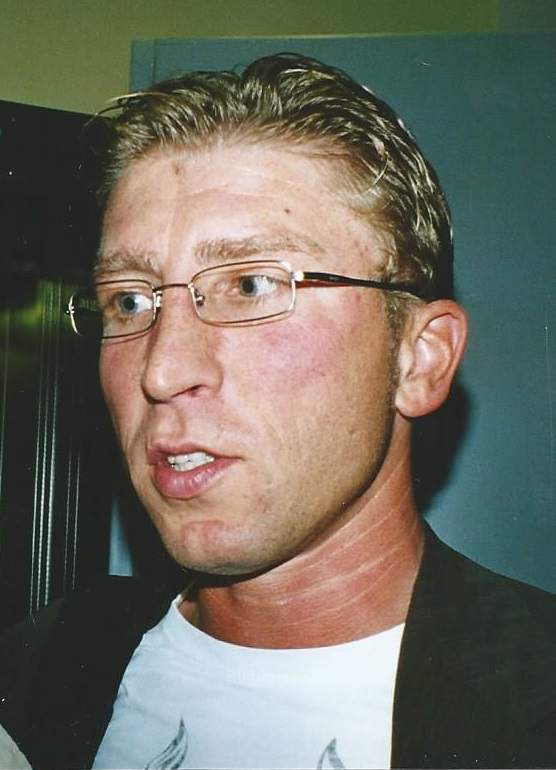
Günter Kutowski (* 1965)

- Kutowyj, Taras (1976–2019), ukrainischer Politiker, Minister für Agrarpolitik und Lebensmittel

### Kutr
- Kutra, Radoslav (1925–2020), tschechisch-schweizerischer Maler, Zeichner, Kunstpädagoge und Kunsttheoretiker
- Kutraitė-Giedraitienė, Dalia (* 1952), litauische Journalistin und Politikerin
- Kutrowatz, Eduard, österreichischer Pianist und Hochschullehrer
- Kutrowatz, Johannes, österreichischer Pianist und Hochschullehrer
- Kutrowatz, Miriam (* 1997), österreichische Opernsängerin (Sopran)
- Kutrowski, Dimitar (* 1987), bulgarischer Tennisspieler
- Kutrzeba, Stanisław (1876–1946), polnischer Rechtshistoriker und Staatsrechtler, Politiker und Publizist
- Kutrzeba, Tadeusz (1885–1947), polnischer GeneralTadeusz Kutrzeba (1885–1947)

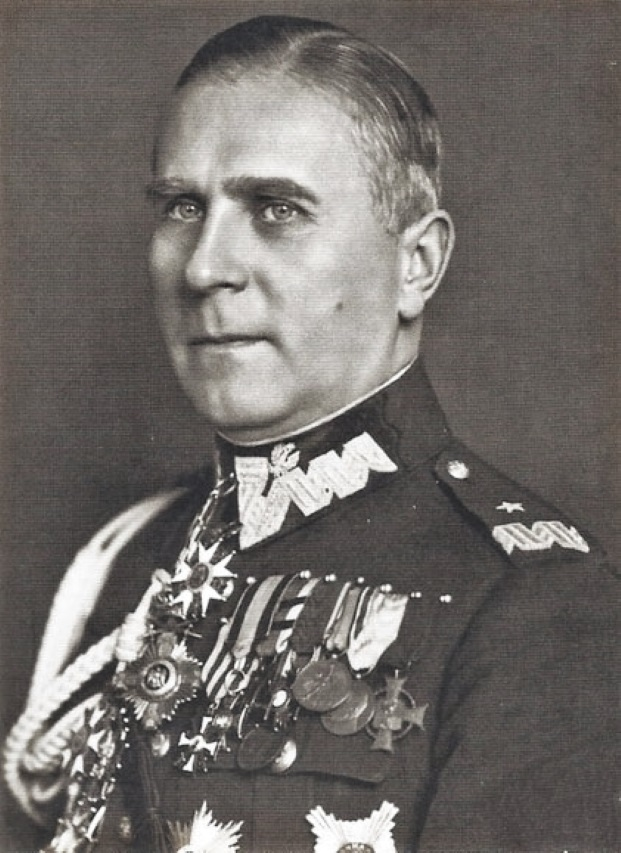
Tadeusz Kutrzeba (1885–1947)

### Kuts
- Kuts, Krafty, britischer Musikproduzent und DJ
- Kutsch, Andrea (* 1967), deutsche Pferdeflüsterin
- Kutsch, Angelika (* 1941), deutsche Übersetzerin
- Kutsch, Arnulf (* 1949), deutscher Kommunikationswissenschaftler
- Kutsch, Axel (1945–2025), deutscher Schriftsteller
- Kutsch, Ernst (1921–2009), deutscher evangelischer Theologe
- Kutsch, Ferdinand (1889–1972), deutscher Archäologe
- Kutsch, Karl-Josef (* 1924), deutscher Arzt und Mitverfasser des Großen Sängerlexikons
- Kutscha, Günter (* 1943), deutscher Berufs- und Wirtschaftspädagoge
- Kutscha, Martin (1948–2022), deutscher Hochschullehrer, Professor für Staatsrecht und Verwaltungsrecht
- Kutscha, Paul (1872–1935), österreichischer Natur- und Marinemaler
- Kutschajew, Konstantin Witaljewitsch (* 1998), russischer Fußballspieler
- Kutschank, Matthäus (1776–1844), Dekan des Domstifts St. Petri in Bautzen, Administrator der beiden Lausitzen
- Kutschar, Nadseja (* 1983), belarussische Opernsängerin
- Kutschaty, Thomas (* 1968), deutscher Politiker (SPD), MdLThomas Kutschaty (* 1968)

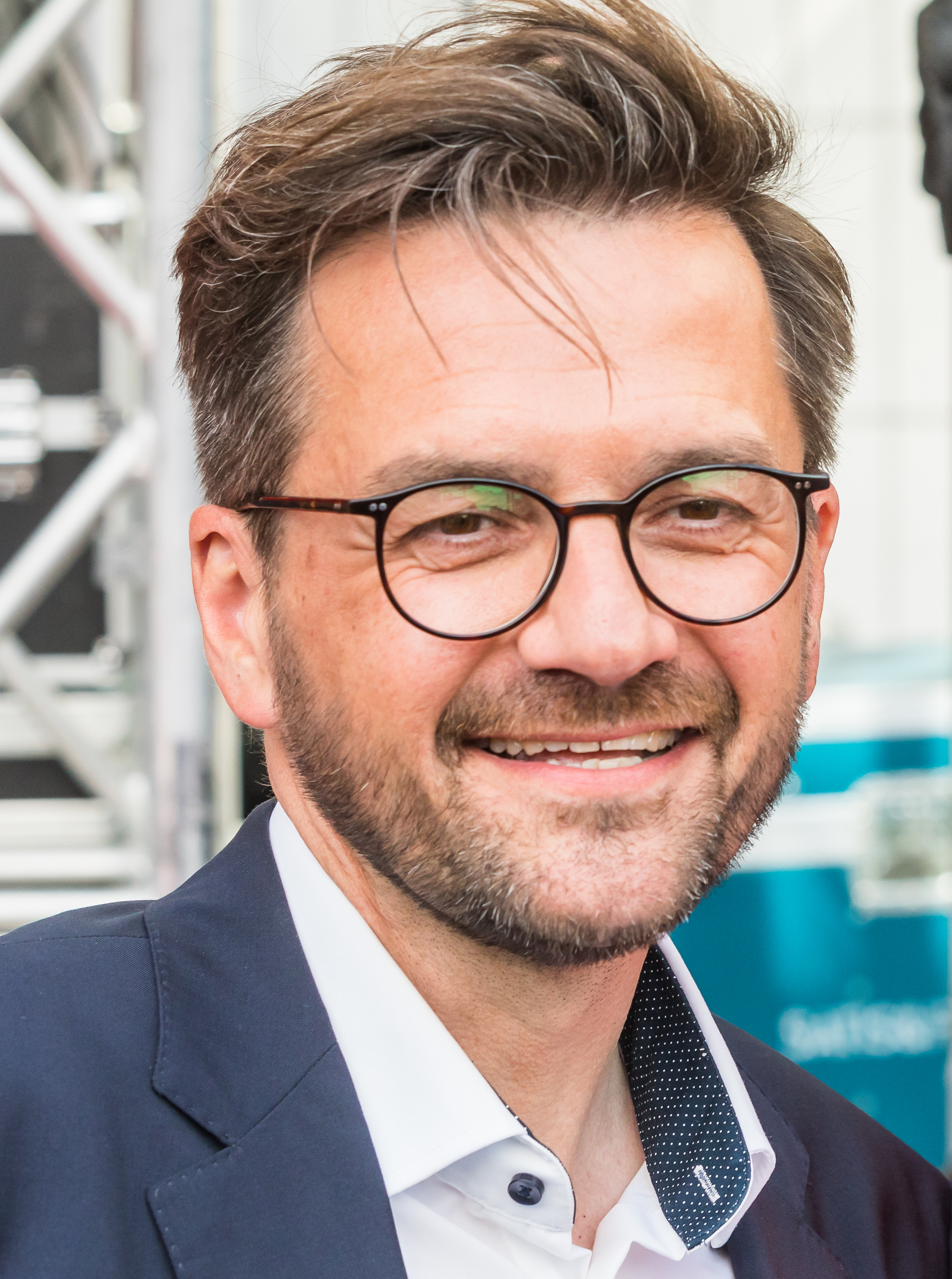
Thomas Kutschaty (* 1968)

- Kutschbach, Albin (1853–1936), deutscher Schriftsteller, Druckereibesitzer und Politiker, MdR
- Kutschbach, Willy (1907–1978), deutscher Radrennfahrer
- Kutsche, Andreas (* 1977), deutscher Politiker (BSW), MdL Brandenburg
- Kutscheid, Michael (1923–2009), deutscher Politiker (CDU), MdL
- Kutschenreuter, Erhard (1873–1946), deutscher Volksschullehrer, Komponist und Heimatforscher
- Kutscher, Artur (1878–1960), deutscher Literatur- und Theaterwissenschaftler
- Kütscher, Bernd (* 1968), deutscher Brotexperte
- Kutscher, Dmytro (* 1984), ukrainischer Boxer
- Kutscher, Ernst (1909–1974), deutscher Jurist und Diplomat
- Kutscher, Friedrich (1866–1942), deutscher Physiologischer Chemiker und Hochschullehrer an der Universität Marburg
- Kutscher, Fritz (1907–1988), deutscher Geologe und Paläontologe
- Kutscher, Gerdt (1913–1979), deutscher Altamerikanist
- Kutscher, Guido (* 1970), deutscher Ruderer
- Kutscher, Günter, deutscher Eishockeyspieler
- Kutscher, Hans (1911–1993), deutscher Jurist, Richter des Bundesverfassungsgerichts und Präsident des Europäischen Gerichtshofs
- Kutscher, Hermann (1923–1997), österreichischer Regisseur und Schauspieler
- Kutscher, Horst (1931–1963), deutsches Todesopfer der Berliner Mauer
- Kutscher, Jérôme (* 1986), deutsches Model
- Kutscher, Manfred (* 1943), deutscher Fossiliensammler
- Kutscher, Marco (* 1975), deutscher Springreiter
- Kutscher, Martín (* 1984), uruguayischer Schwimmer
- Kutscher, Nadia (* 1972), deutsche Erziehungswissenschaftlerin Hochschullehrerin
- Kutscher, Oleksandr (* 1982), ukrainischer Fußballspieler
- Kutscher, Paul (* 1977), uruguayischer Schwimmer
- Kutscher, Silvia (* 1967), deutsche Sprachwissenschaftlerin
- Kutscher, Volker (* 1962), deutscher Journalist und SchriftstellerVolker Kutscher (* 1962)

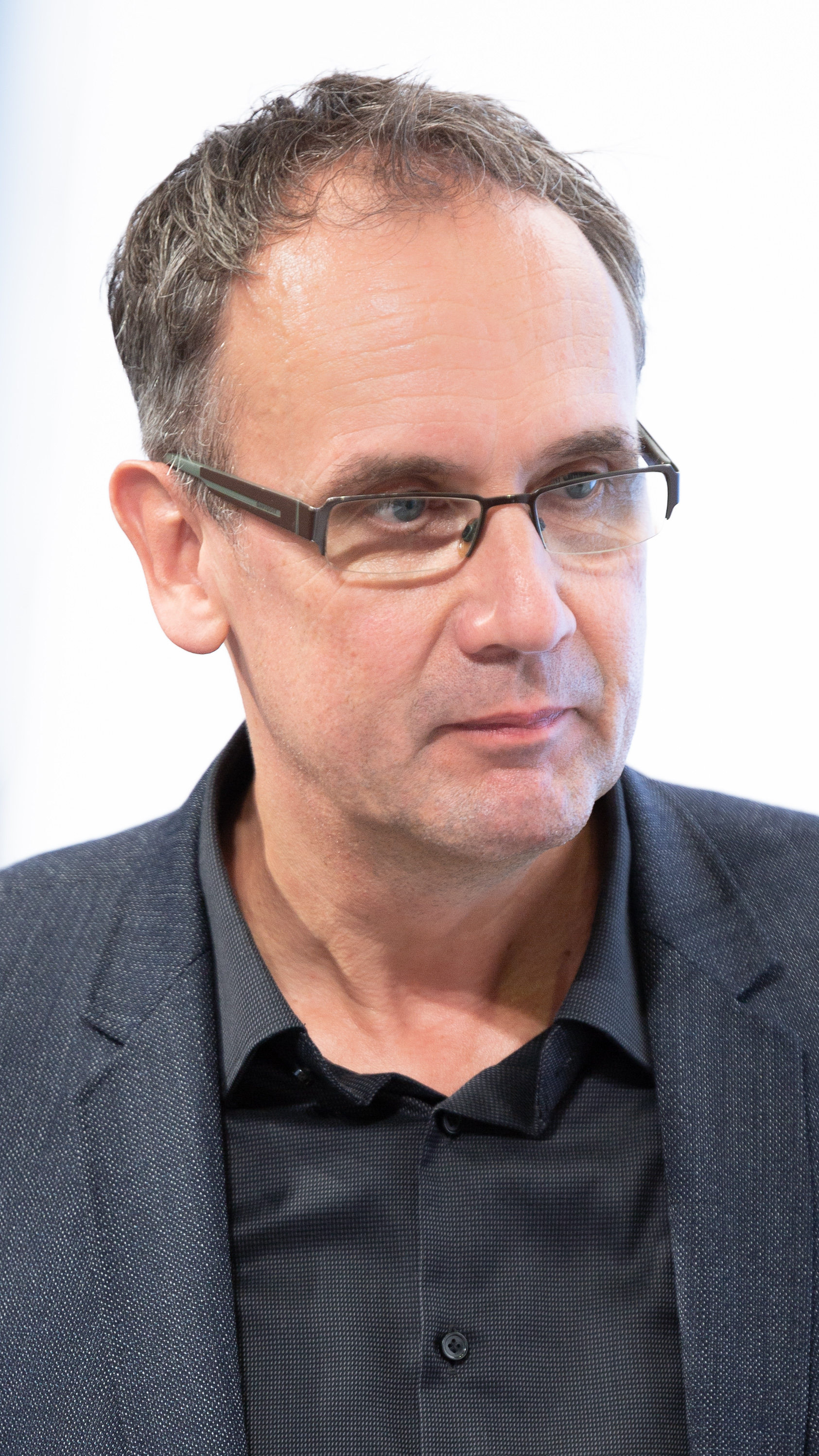
Volker Kutscher (* 1962)

- Kutscher, Vollrad (* 1945), deutscher Künstler
- Kutscher, Wassyl (1911–1967), ukrainischer Schriftsteller
- Kutscher, Wilhelm (1876–1962), deutscher Verwaltungsbeamter
- Kutscher, Wilhelm (1920–2017), deutscher Richter
- Kutschera, Alexander (* 1968), deutscher Fußballspieler und -trainer
- Kutschera, Alois (1859–1919), österreichischer Komponist von Wienerliedern und Textdichter
- Kutschera, Beatrix (* 1952), österreichische Malerin
- Kutschera, Christine (* 1968), deutsche Schauspielerin und Synchronsprecherin
- Kutschera, Eugen (1852–1918), tschechischer Komponist, Dirigent, Lehrer und Musikdirektor
- Kutschera, Franz (1904–1944), österreichischer Politiker (NSDAP), MdR, SS-General und Polizeikommandant von WarschauFranz Kutschera (1904–1944)

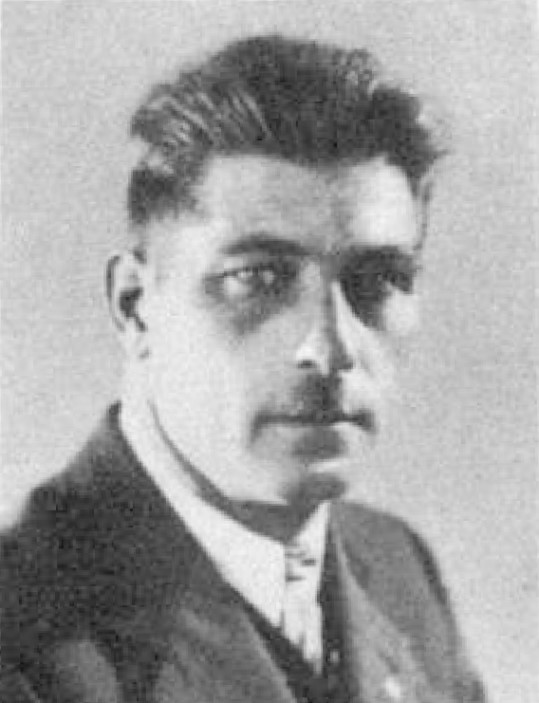
Franz Kutschera (1904–1944)

- Kutschera, Franz (1909–1991), österreichischer Schauspieler und Regisseur
- Kutschera, Franz von (* 1932), deutscher Philosoph
- Kutschera, Gabriele (* 1950), österreichische Metallkünstlerin
- Kutschera, Gundl (* 1941), österreichische Sachbuchautorin
- Kutschera, Hermann (1903–1991), österreichischer Architekt
- Kutschera, Hugo von (1847–1909), österreichischer Diplomat und Orientalist
- Kutschera, Karl (1876–1950), deutscher Gastronom
- Kutschera, Karl (* 1886), österreichischer Bildhauer
- Kutschera, Karl (1905–1952), österreichischer Prähistoriker
- Kutschera, Lore (1917–2008), österreichische Botanikerin und Wurzelforscherin
- Kutschera, Rolf (1916–2012), österreichischer Schauspieler, Regisseur und Theaterdirektor
- Kutschera, Rolf (1949–2020), deutscher Cartoonist und Trickfilmzeichner
- Kutschera, Tilly (1890–1920), österreichische Schauspielerin
- Kutschera, Ulrich (* 1955), deutscher Biologe, PflanzenphysiologeUlrich Kutschera (* 1955)

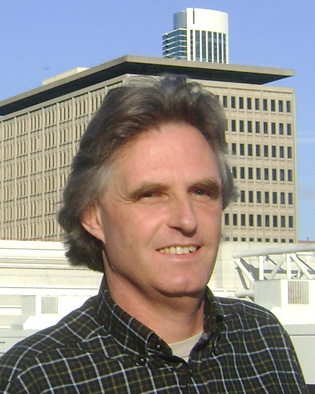
Ulrich Kutschera (* 1955)

- Kutschera, Viktor (1863–1933), österreichischer Film- und Theaterschauspieler und Theaterregisseur
- Kutschera, Walter (1914–1998), deutscher Politiker (GB/BHE), MdL, MdB
- Kutschera-Woborsky, Oswald von (1887–1922), österreichischer Kunsthistoriker
- Kutscherena, Anatoli Grigorjewitsch (* 1960), russischer Rechtsanwalt
- Kutscherenko Wladimir Alexejewitsch (1909–1963), sowjetischer Bauingenieur und Politiker
- Kutscherenko, Kristina Michailowna (* 1998), russische Schauspielerin und Ballerina
- Kutscherenko, Oleg (* 1968), sowjetisch-deutscher Ringer
- Kutscherenko, Olga Sergejewna (* 1985), russische Weitspringerin
- Kutscherenko, Wiktor (1931–1996), Vorsitzender des Exekutivkomitees der Arbeiterdeputierten von Mariupol
- Kutscherewskyj, Jewhen (1941–2006), ukrainischer Fußballtrainer
- Kutscherjawenko, Alexander Wassiljewitsch (* 1987), russischer Eishockeyspieler
- Kutscherow, Michail Grigorjewitsch (1850–1911), russischer Chemiker
- Kutscherow, Nikita Igorewitsch (* 1993), russischer Eishockeyspieler
- Kutscheruk, Olga Olegowna (* 1997), russische Skilangläuferin
- Kutschew, Mladen (* 1947), bulgarischer Gewichtheber
- Kutschewski, Alfred Iossifowitsch (1931–2000), russischer Eishockeyspieler
- Kutschin, Alexander Stepanowitsch (1888–1913), russischer Ozeanograf und Polarforscher
- Kutschin, Iwan (* 1988), russisch-kasachischer Eishockeyspieler
- Kutschin, Iwan Leonidowitsch (* 1959), russischer Popkomponist, Sänger, Arrangeur und Dichter
- Kutschin, Wadim (1920–1979), sowjetischer Nachrichtendienstmitarbeiter und Oberst des KGB
- Kutschinskaja, Natalja Alexandrowna (* 1949), sowjetische Turnerin
- Kutschke, Andreas (* 1973), deutscher römisch-katholischer Geistlicher und Generalvikar des Bistums Dresden-Meißen
- Kutschke, Cornelius (1877–1968), deutscher Bauingenieur und kommunaler Baubeamter, Stadtbaurat in Königsberg
- Kutschke, Hans (* 1945), deutscher Maler und Grafiker
- Kutschke, Stefan (* 1988), deutscher FußballspielerStefan Kutschke (* 1988)
- Kutschke, Svealena (* 1977), deutsche Autorin

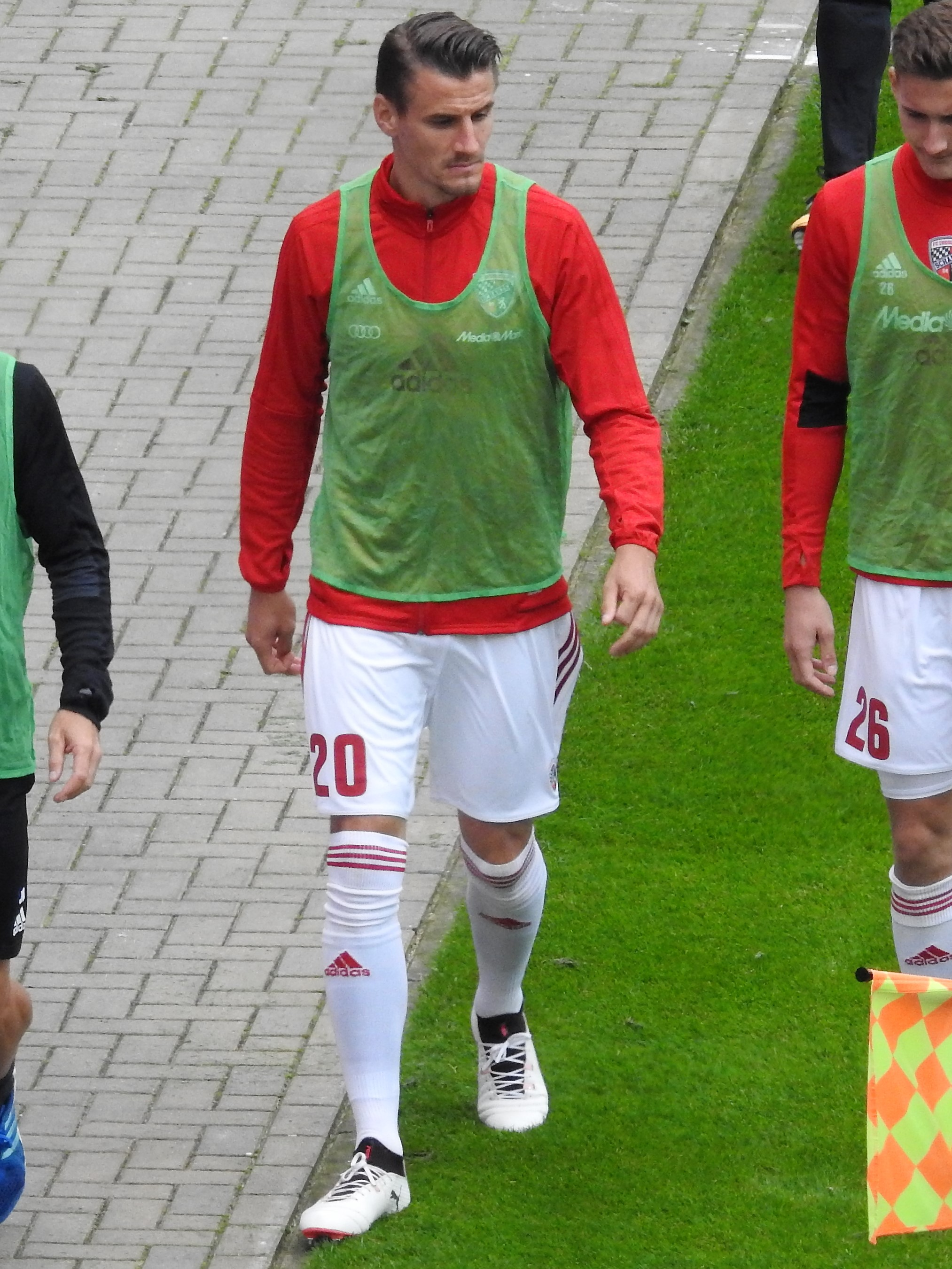
Stefan Kutschke (* 1988)

- Kutschke, Thorsten (* 1970), deutscher Journalist und Fernsehmoderator
- Kutschker, Adolf (1929–2009), deutscher Dichter und Schriftsteller
- Kutschker, Johann Rudolf (1810–1881), österreichischer Erzbischof und Kardinal
- Kutschker, Michael (* 1943), deutscher Wirtschaftswissenschaftler
- Kutschker, Thomas (* 1963), deutscher Filmemacher
- Kutschma, Leonid (* 1938), ukrainischer PolitikerLeonid Kutschma (* 1938)

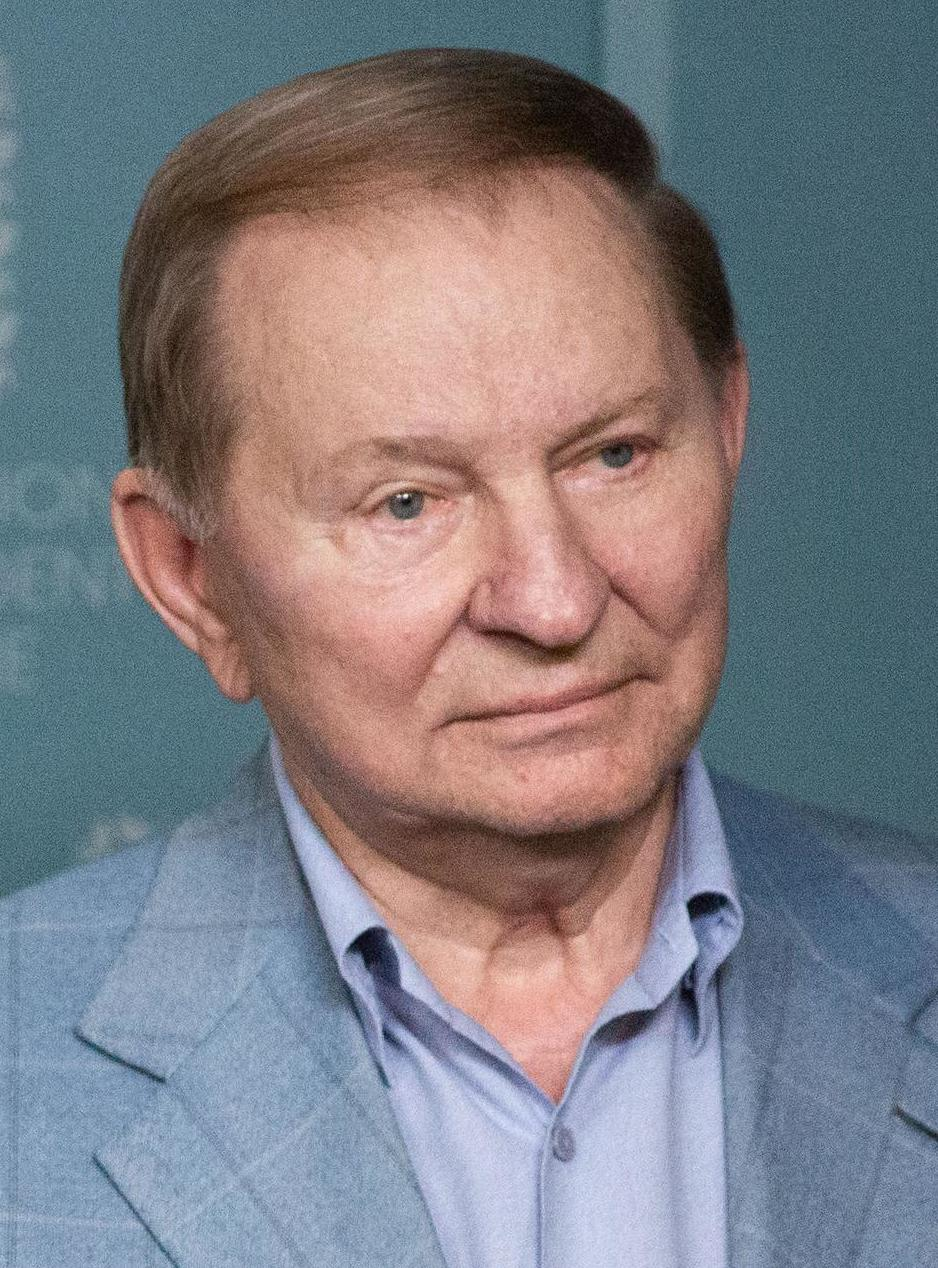
Leonid Kutschma (* 1938)

- Kutschma, Ljudmyla (* 1940), ukrainisch-sowjetische Konstrukteurin, Aktivistin und First Lady der Ukraine (1994–2005)
- Kutschmann, Max (1871–1943), deutscher Kunstwissenschaftler
- Kutschmann, Walter (1914–1986), deutscher Kriminalkommissar, SS-Führer und Täter des Holocaust
- Kutschmassou, Sjarhej (* 1981), belarussischer Wasserspringer
- Kutschmina, Darja Walerjewna (* 1992), russische Tennisspielerin
- Kutschugura, Dmitri Witaljewitsch (* 2004), russischer Fußballspieler
- Kütschüm Khan, Khan des Khanats Sibir
- Kutsi (* 1973), türkischer Popmusiker
- Kütson, Mihkel (* 1971), estnischer Dirigent
- Kutsukake, Yūta (* 1991), japanischer Fußballspieler
- Kutsuki, Masatsuna (1750–1802), japanischer Daimyō und Übersetzer
- Kutsuna, Kyōji (* 1997), japanischer Fußballspieler
- Kutsuna, Shioli (* 1992), japanische SchauspielerinShioli Kutsuna (* 1992)

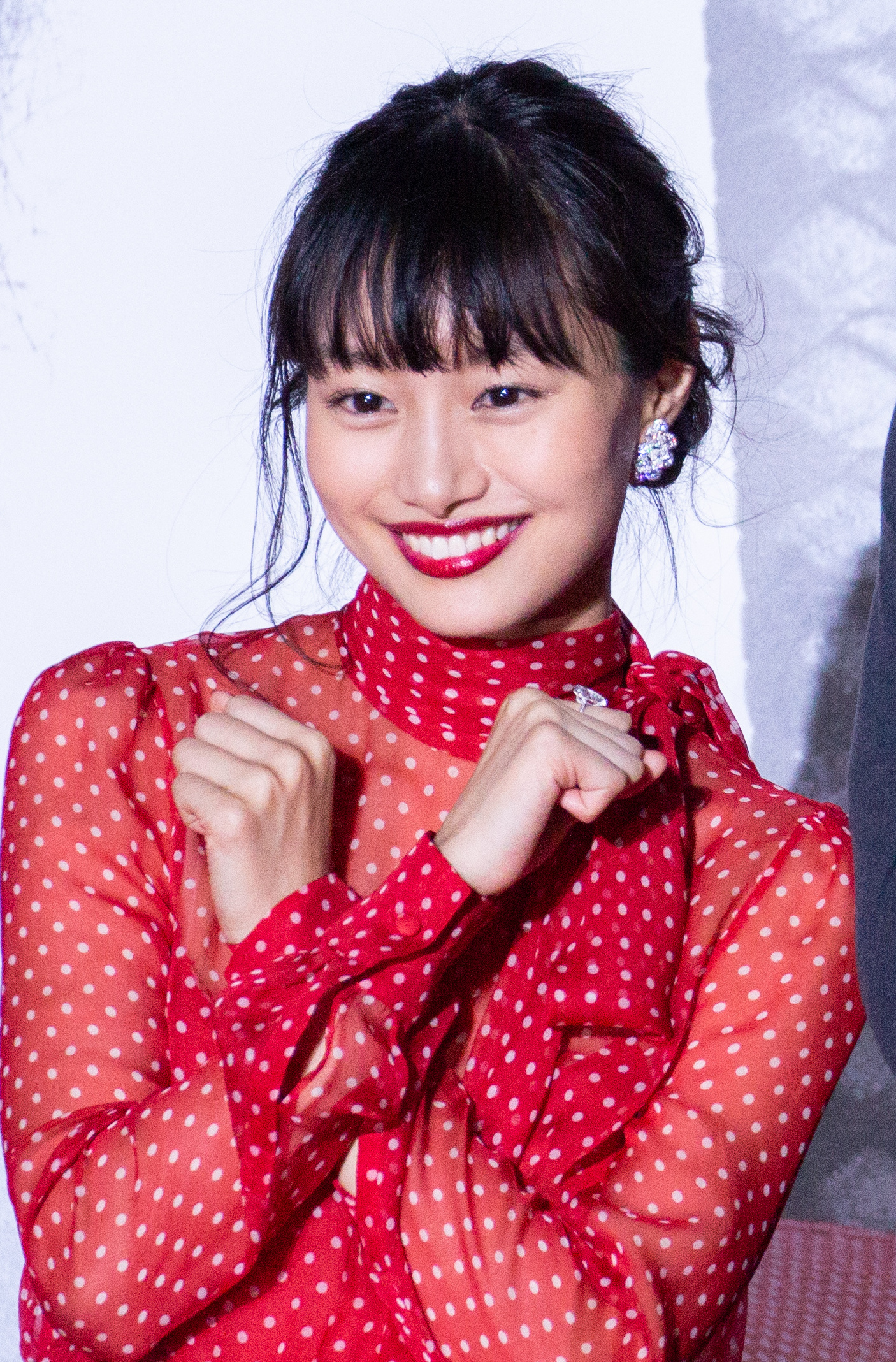
Shioli Kutsuna (* 1992)

### Kutt
- Kütt, Helmen (* 1961), estnische Politikerin, Mitglied des Riigikogu
- Kutt, Konrad (* 1941), deutscher Berufs- und Wirtschaftspädagoge
- Kutta, Wilhelm (1867–1944), deutscher Mathematiker
- Küttel, Andreas (* 1979), Schweizer Skispringer
- Küttel, Arno (* 1963), Schweizer Radrennfahrer
- Küttel, Beat (1733–1808), Schweizer Benediktiner und Fürstabt des Klosters Einsiedeln
- Küttel, Dimitrij (* 1994), Schweizer Handballnationalspieler
- Küttel, Karl (1818–1875), Jurist, Bürgermeister von Temeswar
- Kuttel, Mireille (1928–2018), Schweizer Journalistin und Schriftstellerin
- Kuttelwascher, Helmuth (* 1940), österreichischer Ruderer
- Kuttelwascher, Horst (1937–2016), österreichischer Ruderer
- Kuttelwascher, Karel (1916–1959), tschechoslowakischer Jagdflieger in der britischen Royal Air Force
- Kuttelwascher, Mina, österreichische Gerechte unter den Völkern
- Kuttelwascher, Otto, österreichischer Installateur und Gerechter unter den Völkern
- Kütten, Edmund (* 1948), deutscher Politiker (CDU), MdL
- Kuttenkeuler, Alfred (1870–1949), deutscher Jurist und Politiker
- Kutter, Adrian (* 1943), deutscher Kinobesitzer und Veranstalter von Filmfestspielen
- Kutter, Anton (1903–1985), deutscher Regisseur und Konstrukteur des Kutter-Schiefspieglers
- Kutter, Eckhard (1939–2020), deutscher Verkehrswissenschaftler
- Kutter, Eneli (* 1991), estnische Fußballspielerin
- Kutter, Hans (1870–1929), deutscher Verwaltungsjurist
- Kutter, Heinrich (1896–1990), Schweizer Myrmekologe und Apotheker
- Kutter, Hermann (1863–1931), Schweizer evangelischer Theologe
- Kutter, Joseph (1894–1941), luxemburgischer Maler
- Kutter, Markus (1925–2005), Schweizer Historiker, Werber, Publizist und Politiker
- Kutter, Peter (1930–2014), deutscher Arzt, Psychoanalytiker und Hochschullehrer für Psychoanalyse
- Kutter, Philipp (* 1975), Schweizer Politiker (Die Mitte)Philipp Kutter (* 1975)

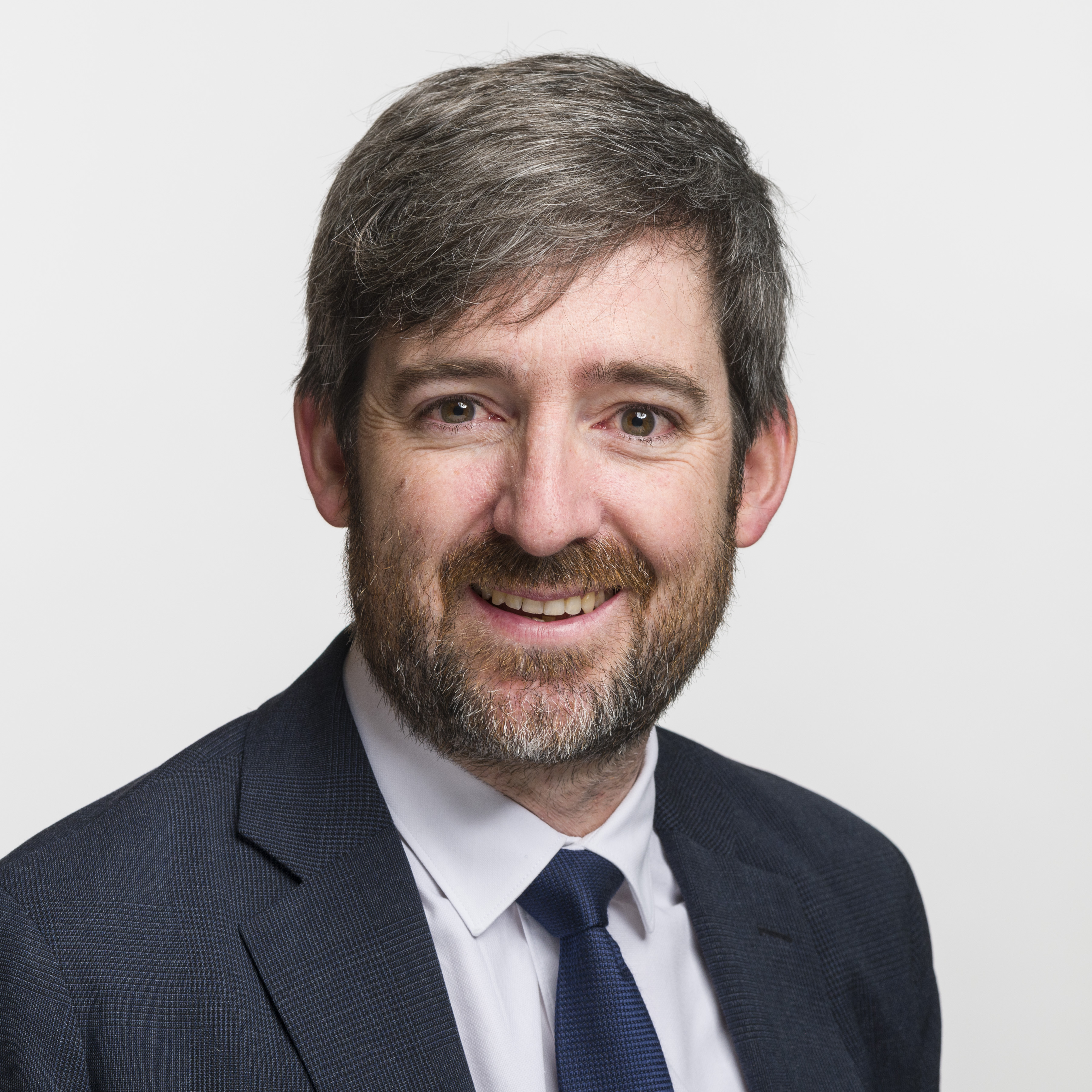
Philipp Kutter (* 1975)

- Kutter, Susanne (* 1971), deutsche Video-, Objekt- und Installationskünstlerin
- Kutter, Wilhelm (1905–1980), deutscher Rundfunkjournalist und Fastnachtsforscher
- Kutter, Wilhelm Rudolf (1818–1888), Ingenieur für Wasserbau und Kanalsysteme
- Kutterer, August (1898–1954), deutscher Maler
- Kutterer, Emil (1897–1974), deutscher Fußballspieler
- Kutterer, Georg (1828–1896), deutscher Kommunalpolitiker, Bürgermeister von Ludwigshafen am Rhein
- Kutterer, Richard Emil (1904–2003), deutscher Physiker und Ingenieur
- Kuttik, András (1896–1970), ungarischer Fußballspieler und -trainer
- Kuttimackal, Thomas Mathew (* 1962), indischer römisch-katholischer Geistlicher, Bischof von Indore
- Kuttin, Heinz (* 1971), österreichischer Skispringer und Skisprungtrainer
- Kuttin, Manuel (* 1993), österreichischer Fußballspieler
- Küttinger, Georg (* 1931), deutscher Architekt
- Küttinger, Georges (1733–1783), französischer Orgel- und Klavierbauer
- Küttinger, Ingrid (* 1940), deutsche Architektin
- Kuttler, Alfred (1923–2012), Schweizer Jurist, Rechtswissenschaft und Richter
- Küttler, Bodo (* 1906), deutscher Bauingenieur und Denkmalpfleger
- Küttler, Heinrich (1863–1924), deutscher Kupferschmiedemeister und Politiker (DDP), Landtagsabgeordneter Waldeck
- Kuttler, Klaus (* 1971), österreichischer Komponist und Opernsänger mit der Stimmlage Bariton
- Kuttler, Peter (* 1964), deutscher Journalist und Moderator
- Kuttler, Tanja (* 1989), deutsche Handballschiedsrichterin
- Küttler, Thomas (1937–2019), deutscher evangelischer Theologe
- Kuttler, Wilhelm (* 1949), deutscher Geograph und Hochschullehrer
- Küttler, Wolfgang (1936–2024), deutscher Historiker
- Küttlinger, Johann Friedrich (1778–1851), deutscher Mediziner und Botaniker
- Kuttnar, Franz Xaver (1793–1846), Bischof von Lavant
- Kuttner, Astrid (* 1958), österreichische Politikerin (Grüne), Abgeordnete zum Nationalrat
- Küttner, Berthold (1870–1953), deutscher Ruderer
- Küttner, Carl (1902–1986), deutscher Ingenieur und Unternehmer
- Küttner, Carl Gottlob (1755–1805), sächsischer Lehrer und Reiseschriftsteller
- Küttner, Eike (* 1964), deutscher Fußballspieler
- Kuttner, Erich (1887–1942), deutscher Journalist, Autor, Landtagsabgeordneter in Preußen, Emigrant und Widerstandskämpfer, MdL
- Küttner, Friedrich Richard (1847–1929), deutscher Unternehmer in der Textilindustrie
- Kuttner, Georg (1877–1916), deutscher Reichsgerichtsrat
- Küttner, Heinrich (1905–1964), deutscher Ingenieur und Hochschullehrer
- Kuttner, Henry (1915–1958), amerikanischer Schriftsteller
- Küttner, Herbert (1926–2010), deutscher Sportreporter
- Küttner, Hermann (1870–1932), deutscher Chirurg und Hochschullehrer
- Küttner, Hugo (1879–1945), deutscher Unternehmer, Kunstseideproduzent in Pirna
- Kuttner, Jürgen (* 1958), deutscher Radiomoderator, Kulturwissenschaftler, Theaterregisseur und freier Kunstschaffender
- Kuttner, Manfred (1937–2007), deutscher Maler, Objektkünstler und Experimentalfilmer
- Kuttner, Max (1883–1953), deutscher Opern- und Operettensänger (Tenor) und Rundfunksänger
- Küttner, Michael (* 1954), deutscher Jazz-Schlagzeuger und -perkussionist
- Küttner, Peggy (* 1975), deutsche Volleyballspielerin
- Kuttner, Sarah (* 1979), deutsche Fernsehmoderatorin, Autorin und KolumnistinSarah Kuttner (* 1979)

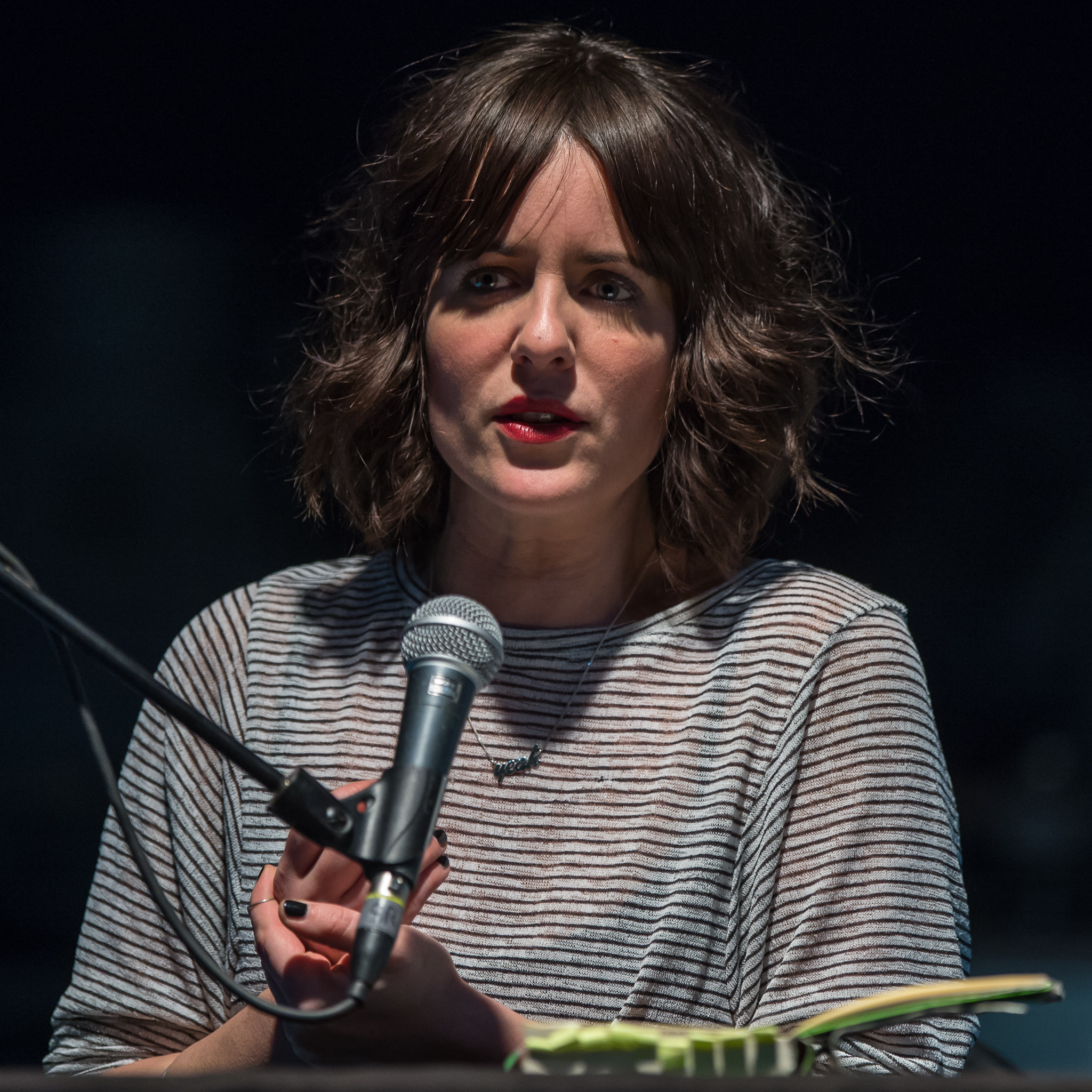
Sarah Kuttner (* 1979)

- Kuttner, Stephan (1907–1996), deutsch-amerikanischer Kirchenrechtler
- Küttner, Werner (1911–2005), deutscher Maler
- Kutto, James (* 1982), kenianischer Marathonläufer
- Kuttor, Csaba (* 1975), ungarischer Triathlet
- Kuttroff, Holger (1969–2010), deutscher Kraftdreikämpfer
- Kuttruff, Heinrich (1930–2024), deutscher Physiker
- Kuttubajew, Amankul (1907–1984), kirgisischer Dramatiker, Schauspieler und Regisseur
- Kutty, Ahmad (* 1946), islamischer Theologe und Geistlicher in Kanada

### Kutu
- Kutu, Ntlanhla Morgan (* 1995), südafrikanischer Schauspieler
- Kutu-Akoi, Phobay (* 1987), liberianische Sprinterin
- Kutucu, Ahmed (* 2000), türkisch-deutscher FußballspielerAhmed Kutucu (* 2000)

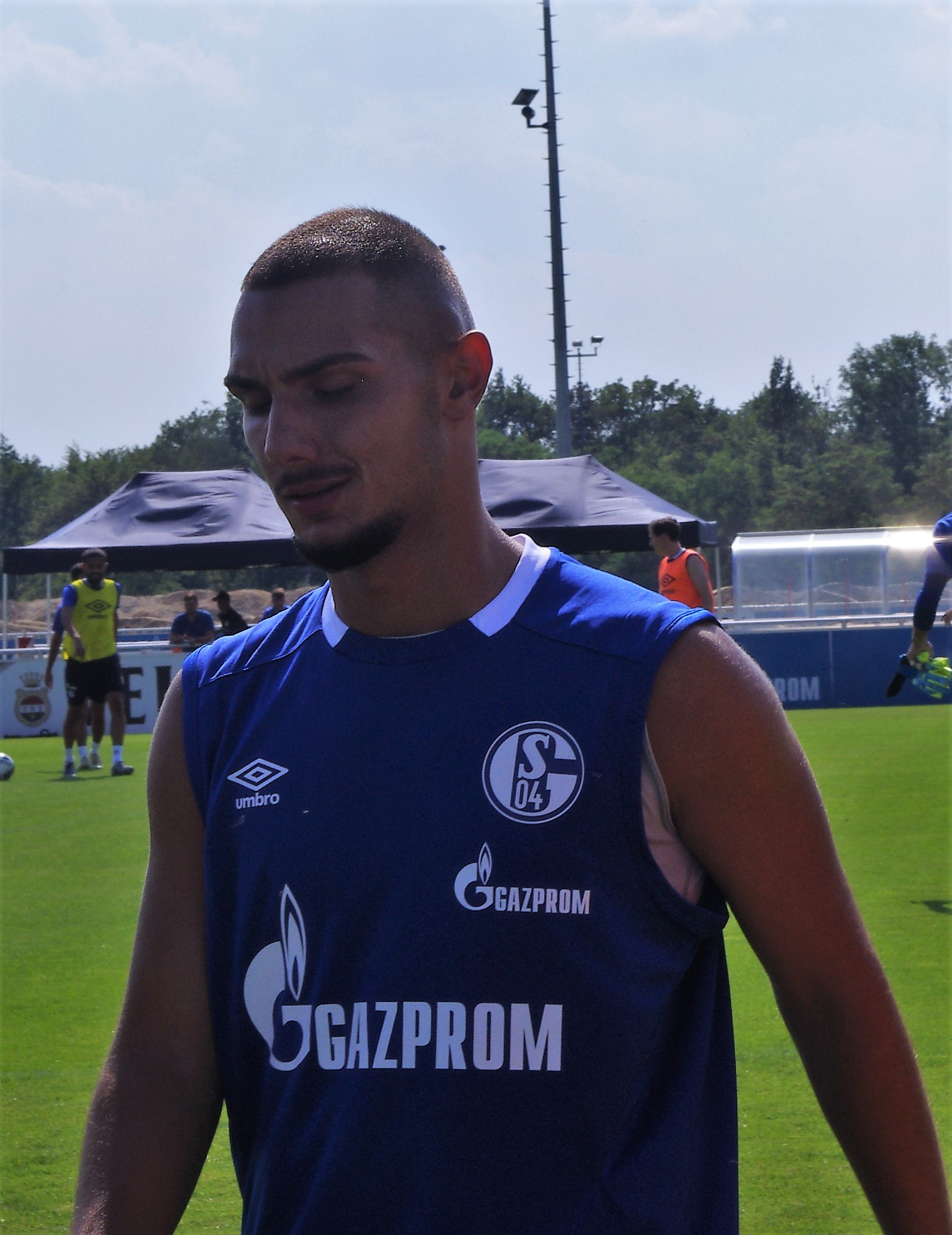
Ahmed Kutucu (* 2000)

- Kutucuoğlu, Hakan (* 1961), türkischer Fußballspieler
- Kutujew, Wesko (* 1942), bulgarischer Radrennfahrer
- Kütük Yaşaroğlu, Begüm (* 1980), türkische Schauspielerin und Model
- Kutulas, Asteris (* 1960), griechischer Autor, Übersetzer, Publizist, Produzent, Filmemacher
- Kutulas, Ina (* 1965), deutsche Autorin
- Kutusau, Wital (* 1980), belarussischer Fußballspieler
- Kutusow, Alexander Wiktorowitsch (* 1985), russischer Eishockeyspieler
- Kutusow, Michail Illarionowitsch (1745–1813), russischer GeneralfeldmarschallMichail Illarionowitsch Kutusow (1745–1813)

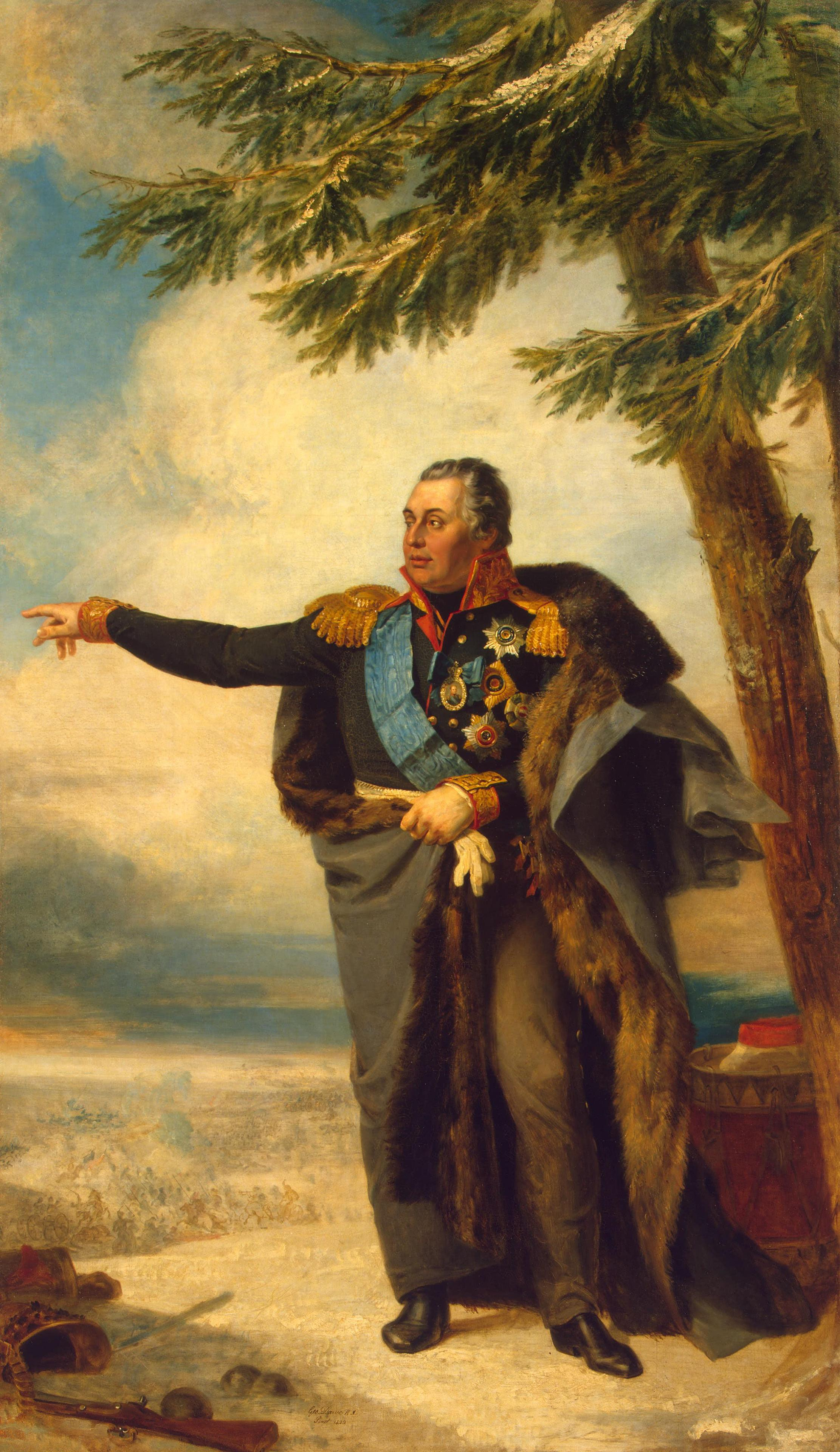
Michail Illarionowitsch Kutusow (1745–1813)

- Kutusowa, Wiktorija (* 1988), ukrainische Tennisspielerin

### Kutv
- Kutver, Tarık (1938–2011), türkischer Fußballspieler

### Kutw
- Kutwa, Jean-Pierre (* 1945), ivorischer Geistlicher, römisch-katholischer Erzbischof von Abidjan und Kardinal

### Kuty
- Kutyna, Donald J. (* 1933), US-amerikanischer Offizier, General der US Air Force
- Kutyniok, Gitta (* 1972), deutsche Mathematikerin

### Kutz
- Kutz, Artur (1925–2008), deutscher Kaufmann und Sammler
- Kutz, Charles Willauer (1870–1951), US-amerikanischer Politiker
- Kutz, Fritz (* 1933), deutscher Fußballspieler
- Kutz, Georg, deutscher Tischtennisspieler
- Kutz, Karin (* 1961), deutsche Judoka
- Kutz, Karina (1910–1985), deutsche Opernsängerin im Stimmfach Sopran
- Kutz, Kazimierz (1929–2018), polnischer Schauspieler, Filmregisseur, Autor und Politiker, Mitglied des Sejm
- Kutz, Linus (* 2005), deutscher Handballspieler
- Kutz, Walter (1904–1983), deutscher Maler, Ausstatter und Filmarchitekt
- Kütz, Walter (* 1957), deutscher Bildhauer
- Kutz, Willi (1904–1945), deutscher Widerstandskämpfer gegen den Nationalsozialismus und Politiker (KPD)
- Kutz, Wladimir (* 1947), Übersetzer und Konferenzdolmetscher
- Kutz-Bauer, Helga (* 1939), deutsche Soziologin, Sozialhistorikerin, Politikerin (SPD) und Autorin
- Kutza, Alfred (1925–2024), deutscher Radrennfahrer
- Kutzarova, Valentina, bulgarische Opern- und Konzertsängerin, Musikpädagogin
- Kutzbach, Friedrich (1873–1942), deutscher Architekt und Denkmalpfleger, Stadtkonservator von Trier
- Kutzbach, Heinz Dieter (1940–2024), deutscher Ingenieur, Autor und Hochschullehrer
- Kutzbach, Karl (1875–1942), deutscher Maschinenbauingenieur
- Kutzel, Leopoldine (1860–1935), österreichische Volkssängerin und Schauspielerin
- Kutzelnigg, Artur (1904–1984), österreichisch-deutscher Diplomingenieur und Warenwissenschaftler
- Kutzelnigg, Herfried (* 1941), deutscher Botaniker
- Kutzelnigg, Werner (1933–2019), deutscher theoretischer Chemiker
- Kutzen, Joseph (1800–1877), deutscher Historiker, Geograph, Philologe, Pädagoge und Politiker
- Kutzenberger, Dagmar (* 1965), österreichische Schauspielerin und Sprecherin
- Kutzenberger, Stefan (* 1971), österreichischer Schriftsteller, Literaturwissenschaftler und Kurator
- Kutzer, Barbara (* 1953), deutsche Schauspielerin
- Kutzer, Bernhard (1794–1864), schlesischer Bildhauer und Maler
- Kutzer, Ernst (1880–1965), österreichischer Maler, Grafiker, Autor und Bilderbuchillustrator
- Kutzer, Ernst (1918–2008), deutscher Komponist und Musikpädagoge
- Kutzer, Klaus (1936–2025), deutscher Jurist, Richter am Bundesgerichtshof (1982–2001)
- Kutzer, Laura Maria (1896–1997), deutsche Übersetzerin
- Kutzer, Mirja (* 1974), deutsche römisch-katholischer Theologin
- Kutzer, Theodor (1864–1948), deutscher Politiker, Oberbürgermeister von Fürth und Mannheim
- Kützing, Friedrich Traugott (1807–1893), deutscher Botaniker und Algenforscher
- Kützing, Lars (* 1970), deutscher Politiker (SPD), MdL
- Kutzinski, Arnold (1879–1956), deutscher Neurologe und Psychiater
- Kutzke, Alfred (* 1917), deutscher Landwirt und Mitglied der Volkskammer der DDR
- Kutzki, Roland (* 1942), deutscher Architekt und Städtebauer
- Kutzko, Philip (* 1946), US-amerikanischer Mathematiker
- Kutzleb, Hjalmar (1885–1959), deutscher Schriftsteller und Pädagoge
- Kutzleb, Leopold (1881–1941), deutscher Kameramann und Fachautor
- Kutzleben, Carl von (1805–1892), Rittergutsbesitzer, Mitglied des Provinziallandtages der Provinz Hessen-Nassau
- Kutzleben, Ludwig von (1803–1875), Rittergutsbesitzer, Mitglied der kurhessischen Ständeversammlung
- Kutzler, Bernhard (* 1961), österreichischer Mathematiker und Sachbuchautor
- Kutzler, Kurt (* 1941), deutscher Mathematiker und ehemaliger Präsident der Technischen Universität Berlin
- Kutzli, Sebastian (* 1969), deutsch-schweizerischer Regisseur
- Kutzmutz, Rolf (* 1947), deutscher Politiker (SED, PDS, Die Linke), SED-Funktionär, MdB, inoffizieller Mitarbeiter des Ministeriums für Staatssicherheit
- Kutzop, Michael (* 1955), deutscher Fußballspieler
- Kutzsch, Frank (* 1956), deutscher Kraftsportler und Kraftdreikämpfer
- Kutzsch, Gerhard (1914–2000), deutscher Archivar und Direktor des Landesarchivs Berlin
- Kutzschbach, Hermann (1875–1938), deutscher Dirigent und Musikpädagoge
- Kutzschebauch, Günter (1930–1996), deutscher Militär, MdV, Vorsitzender des Zentralvorstands der GST der DDR, Vizeadmiral
- Kutzscher, Alfred (1918–1998), deutscher Maler und Grafiker